# Jim Rohn
Emanuel James "Jim" Rohn (Yakima, 17 de Setembro de 1930 - Los Angeles, 5 de Dezembro de 2009) foi um empreendedor, autor e palestrante motivacional norte-americano.
Apresentou seminários ao redor do mundo por mais de quarenta anos, e escreveu 25 obras de autoria própria, que foram distribuídas em formatos impresso, além de áudio e vídeo.
Ao longo de sua carreira, também prestou mentoria para vários oradores de desenvolvimento pessoal, incluindo Tony Robbins, Jack Canfield, e Mark Hughes.

## Primeiros anos
Emanuel James 'Jim' Rohn nasceu em Yakima, Washington, filho de Emmanuel e Clara Rohn. Seus pais eram um casal modesto que se mudou para uma propriedade rural em Caldwell, Idaho, quando Jim ainda era criança, sendo lá que ele viveu sua infância como filho único.

## Carreira
Iniciou sua carreira profissional como gerente de recursos humanos na loja de departamentos Sears. Durante esse período, foi convidado por um amigo para assistir a uma palestra ministrada pelo palestrante motivacional e empresário John Earl Shoaff, com quem viria a trabalhar posteriormente como vendedor de produtos nutricionais.
Mais tarde, já trabalhando com Earl Shoaff e com o crescimento das vendas na empresa, tornou-se um dos principais funcionários, passando a vender os produtos sob a marca "Nutri-Bio". Em 1961, a marca expandiu-se para o Canadá, e Rohn foi promovido ao cargo de vice-presidente, momento em que conquistou o status de multimilionário pela primeira vez.
Em 1963, juntou-se com seu parceiro de negócios, Rich Schnackenberg, e abrem uma companhia de distribuição de suplementos, a Bio-Lite; no entanto, o negócio não prosperou, e ambos foram desligados da empresa mãe. Com a falência de seu negócio, Rohn perdeu grande parte de sua fortuna, e usou essa lição em seu primeiro seminário público, realizado no Beverly Hills Hotel, ainda em 1963. A partir daí, ele deu início a uma série de apresentações nos Estados Unidos, abordando sua história e suas filosofias de vida durante seus seminários.
Ao longo da década de 1970, realizou uma série de seminários para a Standard Oil, e ao mesmo tempo, desenvolveu a Adventures in Achievement (em português: Aventuras em Conquista), uma atividade de desenvolvimento pessoal que contava com seminários ao vivo, além de oficinas de desenvolvimento pessoal. Foi nesse período que conheceu Anthony Robbins, então com 17 anos, que se ofereceu para colaborar na organização de seus seminários. Robbins, mais tarde, descreveu essa relação como uma mentoria que moldou sua vida e sua carreira na área motivacional.
Em 1985, foi agraciado com o Prêmio CPAE da National Speakers Association (NSA), por sua excelência em oratória.

## Frases célebres
- "Pessoas de sucesso fazem o que pessoas mal sucedidas não querem fazer. Não queira que a vida seja fácil. Deseje que você seja ainda melhor"
- "Você é a média das cinco pessoas com quem mais vive"
- "Todos nós devemos sofrer uma de duas coisas: a dor da disciplina ou a dor do arrependimento ou decepção."
- "A diferença entre onde você está hoje e onde você estará daqui a cinco anos será encontrada na qualidade dos livros que você leu."
- "Se você não traçar seu próprio plano de vida, é provável que caia no plano de outra pessoa. E adivinhe o que eles planejaram para você? Não muito."

## Morte
Morreu de fibrose pulmonar em 5 de dezembro de 2009. Foi enterrado no Forest Lawn Memorial Park, em Glendale (Califórnia).